# 罗卡蒙泰皮亚诺
罗卡蒙泰皮亚诺（義大利語：Roccamontepiano），是意大利基耶蒂省的一个市镇。总面积18.1平方公里，人口1838人，人口密度101.5人/平方公里（2009年）。ISTAT代码为069073。